# Kevin Castañeda
Kevin Castañeda (Guadalajara, Jalisco; 28 de octubre de 1999) es un futbolista mexicano, juega como Mediocampista ofensivo y su equipo actual es el Club Tijuana de la Primera División de México.

## Inicios
Inició jugando para Hipocampos Vallarta y para la temporada 2015 de la Tercera División juega con Vaqueros Bellavista.
Para el 2016 llega al Acatlán FC, donde jugaría 19 partidos y anotaría 9 goles.

### Deportivo Toluca Fútbol Club
Llega al Deportivo Toluca en el año de 2017, pasando primero por las fuerzas básicas del equipo choricero.
Debuta en la Copa México Apertura 2018 en la Jornada 2 frente al Fútbol Club Juárez, en dicho partido anotaría el segundo tanto para su equipo, aunque en este lo terminarían perdiendo.
En primera división debutaría el 22 de julio en la Jornada 1 del Apertura 2018 frente al Monarcas Morelia,partido el cual el equipo escarlata ganaría 2-0. Su primer gol en el máximo circuito lo anotó poco más de un año después a los Tiburones Rojos de Veracruz.  
Con el Toluca jugaría un total de 66 partidos y anotando 8 goles.

### Club Tijuana
Para el año 2022 llega al equipo fronterizo de los Xolos de Tijuana, en donde ha sido constante con su escuadra.

## Estadísticas
Actualizado al último partido jugado el 20 de abril de 2025.
| D. Toluca · México                  | 1.ª           | 2018-19       | 3   | 0  | 2  | 0 | ― | ― | 5   | 0  |
| D. Toluca · México                  | 1.ª           | 2019-20       | 9   | 1  | 9  | 7 | ― | ― | 18  | 8  |
| D. Toluca · México                  | 1.ª           | 2020-21       | 30  | 3  | ―  | ― | ― | ― | 30  | 3  |
| D. Toluca · México                  | 1.ª           | 2021-22       | 29  | 1  | ―  | ― | ― | ― | 29  | 1  |
| D. Toluca · México                  | Total club    | Total club    | 71  | 4  | 11 | 7 | 0 | 0 | 82  | 11 |
| C. Tijuana · México                 | 1.ª           | 2022-23       | 11  | 0  | ―  | ― | ― | ― | 11  | 0  |
| C. Tijuana · México                 | 1.ª           | 2023-24       | 30  | 3  | ―  | ― | 2 | 0 | 32  | 3  |
| C. Tijuana · México                 | 1.ª           | 2024-25       | 34  | 8  | ―  | ― | 2 | 1 | 36  | 9  |
| C. Tijuana · México                 | Total club    | Total club    | 75  | 11 | 0  | 0 | 4 | 1 | 79  | 12 |
| Total carrera                       | Total carrera | Total carrera | 146 | 15 | 11 | 7 | 4 | 1 | 161 | 23 |
| (1)Incluye datos de la Copa México. |               |               |     |    |    |   |   |   |     |    |